# Paul Urban (Physiker)
Paul Oskar Urban (* 15. Juni 1905 in Purkersdorf; † 14. Februar 1995 in Graz) war ein österreichischer theoretischer Physiker, der Professor an der Universität Graz war.

## Leben
Urban studierte Elektrotechnik und Maschinenbau an der TH Wien mit dem Abschluss als Diplomingenieur im Jahr 1928, war danach zwei Jahre im Forschungslabor der Siemens AG in Berlin und ab 1931 bei der österreichischen Bundesbahn als Diplomingenieur. Daneben studierte er weiter Physik und Mathematik an der Universität Wien und wurde 1935 in theoretischer Physik mit einer Arbeit über Quantenmechanik promoviert. An der Universität war er Schüler von Hans Thirring. 1938 verlor er seine Arbeit bei der Bahn und wurde 1939 zum Wehrdienst eingezogen, aber 1940 aus Gesundheitsgründen befreit. Er war Assistent an der Universität Wien, an der er sich 1942 über Elektronenstreuung (quantenmechanische Streutheorie, in Wien in den 1930er Jahren durch Eugen Guth und Theodor Sexl vertreten) habilitierte. Das brachte ihn auch in Kontakt mit Arnold Sommerfeld in München.
Nach dem Krieg erhielt er einen Lehrauftrag an der Universität Innsbruck und wurde 1947 außerordentlicher Professor an der Universität Graz. Er baute dort die theoretische Physik neu auf und wurde 1949 ordentlicher Professor. Er war Vorstand des Instituts für Theoretische Physik in Graz, war Senator der Universität und wurde 1975 emeritiert.
Er befasste sich in über 100 wissenschaftlichen Arbeiten ganz in der Tradition von Sommerfeld mit einem breiten Spektrum der Physik, von klassischer Elektrodynamik, Quantenmechanik des Festkörpers, quantenmechanischer Streutheorie, bis Kernphysik, Reaktorphysik, Quantenelektrodynamik und Elementarteilchenphysik.
Urban war korrespondierendes Mitglied der Österreichischen Akademie der Wissenschaften und Mitglied der Académie Internationale de Philosophie des Sciences in Brüssel und der Jugoslawischen Akademie der Wissenschaften und Künste. Urban war Präsident der Österreichischen Physikalischen Gesellschaft.
Er war Gründungs-Herausgeber der Acta Physica Austriaca und Leiter der Internationalen Universitätswochen für Kernphysik (später für Internationale Universitätswochen für Theoretische Physik) bzw. Winter-Schule für Theoretische Physik in Schladming, die seit 1962 jährlich stattfinden und internationales Ansehen haben und deren Tagungsbeiträge in Supplement-Bänden der Acta Physica Austriaca erscheinen.
Paul Urban ist auf dem St.-Leonhard-Friedhof in Graz beigesetzt.
Zu seinen Doktoranden zählt Heinrich Mitter.

## Auszeichnungen
- 1972 Erwin Schrödinger-Preis der Österreichischen Akademie der Wissenschaften
- 1973 Wissenschaftspreis des Landes Niederösterreich
- Großes Silbernes Ehrenzeichen für Verdienste um die Republik Österreich
- Großes Goldenes Ehrenzeichen des Landes Steiermark

## Schriften
- Topics in Applied Quantum Electrodynamics. Springer 1970[1]